# Хлотарь III
Хлотарь III (фр. Clotaire I; 650 — между 10 марта и 15 мая 673) — правивший в Нейстрии и Бургундии в 657—673 годах король франков из династии Меровингов.
Старший сын Хлодвига II и королевы Батильды. Вступил на престол в 7-летнем возрасте и правил под опекой матери.
Имя Хлотарь (или Клотарь — Chlotarius, или Хлотохарий — Chlotacharius — то же, что впоследствии Лотарь) в переводе с франкского означает «Имеющий знаменитую армию».

## Биография
Был возведён на престол семилетним при регентстве королевы-матери Батильды, но в действительности управление королевством находилось в руках майордома Эброина. Эброин хотел создать вокруг дворца и собственной персоны более сильную и более централизованную власть, навязав её не только самой Нейстрии, но также и Бургундии, где после смерти Флаохада (около 643 года) пост майордома, возможно, оставался вакантным. Он также отменил Эдикт Хлотаря II 614 года.
Такая политика восстановила против Эброина часть нейстрийской знати. Сигебранд, новый епископ Парижский, при несомненном пособничестве королевы Батильды даже составил против него заговор. Епископ был предан смерти, а королеву, регентство которой заканчивалось в 665 году, когда король достиг совершеннолетия, Эброин вынудил удалиться в монастырь в Шелле, где Батильда, хотя и не дала монашеский обет, но проявила такую набожность, что создала себе репутацию святой.
Хлотарь III заболел лихорадкой и умер, будучи ещё молодым, на 16-м году своего правления, между 10 марта и 15 мая 673 года.